# Markus Landgren
Karl Markus Landgren, född 6 juli 1980 i Gunnareds församling, Göteborgs och Bohus län, är en svensk sångare, fotbollsspelare och pastor. 
Som sångare slog Markus Landgren igenom i Fame Factorys första säsong. Han medverkade senare i Melodifestivalen 2003 med låten "Television" som kom till "Tittarnas val" men inte vidare till finalen. 
I dag verkar Markus Landgren som pastor inom Equmeniakyrkan.